# Ковалевский, Вячеслав Александрович
Вячеслав Александрович Ковалевский (26 сентября 1897 года, г. Рыльск Курской губернии — 19 сентября 1977) — советский писатель. Согласно А. Л. Соболеву — «поэт, впоследствии видный советский прозаик».
Родился в семье священника.
В 1909—1917 годах — в Москве, где окончил гимназию и поступил в университет, однако учёбу там не завершил.
Печататься начал в 1919 году. На вышедший в том году первый сборник его стихов «Некий час», включивший в себя написанное им в 1915—1917 годах, положительную рецензию дал Валерий Брюсов, а вступительное стихотворение к нему написал К. Бальмонт.
В 1919—1926 гг. В. А. Ковалевский выпустил четыре сборника стихов, после чего перешёл к прозе.
Стихи его были «с отчётливым налётом авангардистской поэтики», — отмечает профессор МГУ Н. А. Богомолов.
В послевоенном письме Архиву А. М. Горького Ковалевский отмечал: «Горький изменил всю мою судьбу. Он напечатал в своём альманахе именно те рассказы, которые были отвергнуты редакциями всех журналов». По предложению М. Горького Ковалевский включился в работу над «Историей фабрик и заводов», из чего впоследствии появилась его историческая повесть «Хозяин трёх гор» (М., Гослитиздат, 1939).
В годы Великой Отечественной войны — военный корреспондент газеты «На разгром врага» Первой ударной армии.
Являлся ответственным секретарём секции прозы Союза писателей СССР и членом правления Всесоюзного литературного фонда.
С 1967 года жил в ЖСК «Советский писатель»: Красноармейская улица, д. 21 (до 1969: 1-я Аэропортовская ул., д. 20).
В последние годы жизни написал роман «Звёзды и пчёлы», вышедший в 1978 году уже после его смерти.